# Foley (Minnesota)
Foley es una ciudad ubicada en el condado de Benton en el estado estadounidense de Minnesota. En el Censo de 2010 tenía una población de 2603 habitantes y una densidad poblacional de 400,89 personas por km².

## Geografía
Foley se encuentra ubicada en las coordenadas 45°39′49″N 93°54′36″O / 45.66361, -93.91000. Según la Oficina del Censo de los Estados Unidos, Foley tiene una superficie total de 6.49 km², de la cual 6.49 km² corresponden a tierra firme y (0%) 0 km² es agua.

## Demografía
Según el censo de 2010, había 2603 personas residiendo en Foley. La densidad de población era de 400,89 hab./km². De los 2603 habitantes, Foley estaba compuesto por el 97.69% blancos, el 0.77% eran afroamericanos, el 0.27% eran amerindios, el 0.12% eran asiáticos, el 0% eran isleños del Pacífico, el 0.19% eran de otras razas y el 0.96% pertenecían a dos o más razas. Del total de la población el 0.81% eran hispanos o latinos de cualquier raza.